# Anotação de DNA

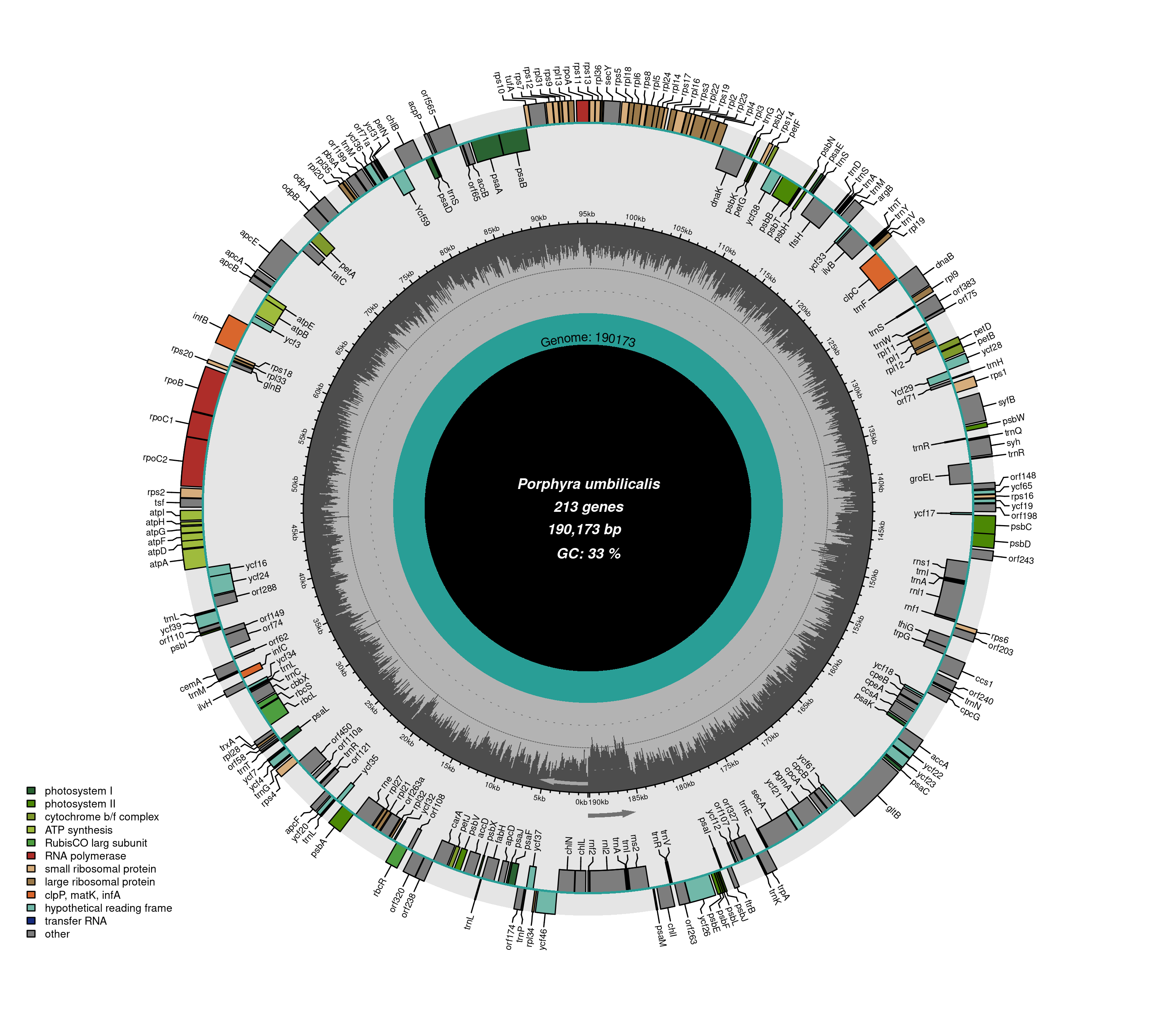
Uma visualização da anotação do genoma do cloroplasto de Porphyra umbilicalis (acesso ao GenBank: MF385003.1) feita com Chloroplot. O número de genes, o comprimento do genoma e o conteúdo de GC são colocados no círculo preto central. O círculo cinza externo mostra o conteúdo de GC em todas as seções do genoma. Todos os genes individuais são colocados no círculo mais externo de acordo com a sua posição no genoma, a sua direção de transcrição e o seu comprimento; eles são codificados por cores com base na função celular ou componente do qual fazem parte. Representadas por setas, as direções de transcrição para os genes internos e externos estão listadas no sentido horário e anti-horário, respectivamente.

Em biologia molecular e genética, anotação de DNA ou anotação de genoma é o processo de descrever a estrutura e função dos componentes de um genoma,  analisando-os e interpretando-os a fim de extrair seu significado biológico e compreender os processos biológicos dos quais eles participam.  Entre outras coisas, identifica a localização dos genes e todas as regiões codificantes de um genoma e determina o que esses genes fazem. 
A anotação é realizada após um genoma ser sequenciado e montado, e é uma etapa necessária na análise do genoma antes que a sequência seja depositada em um banco de dados e descrita em um artigo publicado. Embora a descrição de genes individuais e seus produtos ou funções seja suficiente para considerar esta descrição como uma anotação, a profundidade da análise relatada na literatura para diferentes genomas varia amplamente, com alguns relatórios incluindo informações adicionais que vão além de uma simples anotação.  Além disso, devido ao tamanho e complexidade dos genomas sequenciados, a anotação do DNA não é realizada manualmente, mas sim automatizada por meios computacionais. No entanto, as conclusões tiradas dos resultados obtidos requerem uma análise pericial manual. 
A anotação de DNA é classificada em duas categorias: anotação estrutural, que identifica e demarca elementos em um genoma, e anotação funcional, que atribui funções a esses elementos.  Esta não é a única forma como a anotação foi categorizada, pois várias alternativas, como classificações baseadas em dimensões  e classificações baseadas em níveis  também foram propostas.

## Anotação estrutural
A anotação estrutural descreve a localização precisa dos diferentes elementos em um genoma, como quadros de leitura abertos, regiões de codificação, éxons, íntrons, repetições, locais de splicing, sequências regulatórias, códons de início e parada e promotores.  

## Anotação funcional
A anotação funcional atribui funções aos elementos genômicos encontrados pela anotação estrutural,  relacionando-os a processos biológicos como o ciclo celular, morte celular, desenvolvimento, metabolismo, etc. identificando elementos que possam ter sido anotados por erro. 